# Transporte paralelo

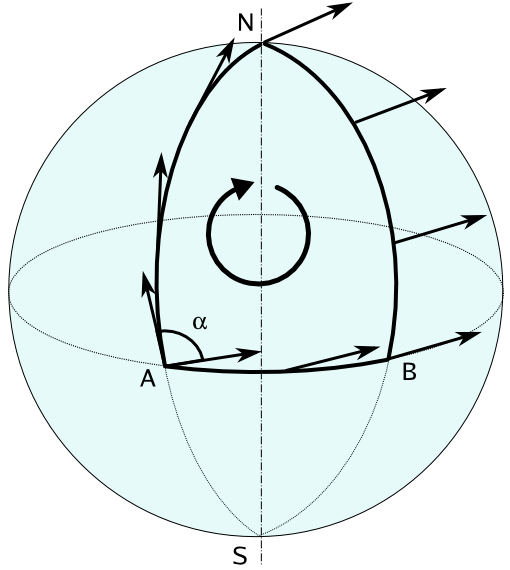
Transporte paralelo.

Em matemática, transporte paralelo é a generalização para espaços curvos do processo de comparação entre vetores, pertencentes a feixes tangentes diferentes.
Para entender a necessidade do transporte paralelo, imagine uma bola, e dois vetores tangentes em dois pontos separados desta bola. Como você responderia a pergunta: qual a diferença entre estes dois vetores? Ou sua soma? Para compara-los seria necessário transportar um dos vetores até o outro e compara-los. Neste caso o processo de transporte poderia causar algum tipo de mudança no vetor e portanto nem todo tipo de transporte serve. 
O tipo mais comum de transporte paralelo tem como regra realizar o transporte da seguinte forma: trace um caminho do ponto do vetor A até o ponto do vetor B. Movimente o vetor A um pouco (um delta) e corrija a direção para mante-lo paralelo ao vetor original, repita isto até chegar a B. 
Calcule a diferença no final. Se se fizer isto em um plano, com qualquer caminho mesmo que não seja um linha reta entre os pontos vai-se terminar com os vetores no ângulo esperado. Em geometrias curvas o mesmo processo pode ser realizado. Com exceção de um problema. Caminhos diferentes darão resultados diferentes. Isto é um resultado fundamentalmente importante, pois é o primeiro sintoma de que a geometria que estamos analisando possui curvatura. Mais ainda a diferença é proporcional à curvatura na região entre os caminhos escolhidos. Devido a este resultado o transporte paralelo tem papel fundamental no estudo destas geometrias.

## Definição
A derivada de um vetor ao longo de uma curva em uma variedade fornece a ferramenta para definir o transporte paralelo de vetores nesta variedade. Um vetor é transportado paralelamente sobre uma curva {\displaystyle x(\lambda )} se sua derivada covariante sobre a curva é zero:
{\displaystyle \nabla _{U}V=0}
Onde {\displaystyle U} é o vetor tangente à curva:
{\displaystyle U={d \over d\lambda }x(\lambda )}
O argumento dado na introdução, de que o transporte paralelo é feito de forma a manter o vetor paralelo ao vetor original, deslocado-o infinitesimalmente do ponto original,  é portanto equivalente a dizer:
{\displaystyle {\frac {}{}}V(\lambda )-V(\lambda +\delta \lambda )=O(\lambda ^{2})}
Eles são o mesmo vetor a menos de fatores de ordem {\displaystyle \lambda ^{2}}